# Bicapita
La bicapita és un mineral de la classe dels òxids.

## Característiques
La bicapita és un òxid de fórmula química KNa₂Mg₂(H₂PV⁵⁺₁₄O₄₂)(H₂O)₂₅. Va ser aprovada com a espècie vàlida per l'Associació Mineralògica Internacional l'any 2018, sent publicada per primera vegada el 2019. Cristal·litza en el sistema tetragonal. La seva duresa a l'escala de Mohs és 1,5. És un dels pocs minerals en que es presenta l'estructura de Keggin.
Les mostres que van servir per a determinar l'espècie, el que es coneix com a material tipus, es troben conservats a les col·leccions mineralògiques del Museu d'Història Natural del Comtat de Los Angeles, a Los Angeles (Califòrnia) amb el número de catàleg: 66915 i 66916.

## Formació i jaciments
Va ser descoberta a Pickett Corral, dins el districte miner d'Uravan, al comtat de Montrose (Colorado, Estats Units), on es presenta com a cristalls en forma de tauletes quadrades de fins a uns 0,2 mm de vora, associada a montroseïta i corvusita. Es tracta de l'únic indret de tot el planeta on ha estat descrita aquesta espècie mineral.